# Фараго, Пауль
Пауль Фараго (4 апреля 1886, Перег-Фельшёсентиван — 1 декабря 1970, Клуж) — румынский шахматный композитор; международный мастер (2016; посмертно) и международный арбитр (1956) по шахматной композиции. Редактор отдела этюдов журнала «Ревиста ромынэ де шах» (1936—1948). Инженер-геодезист.
С 1899 опубликовал свыше 260 этюдов. На конкурсах удостоен около 100 отличий, в том числе 28 первых призов. Рейтинг в Альбомах ФИДЕ на 24 августа 2023 года — 26 баллов.
Этюды Фараго отличают трудность решения, большое число ложных следов, скрытая контригра чёрных; многие из них имеют практическое значение. Большое внимание Фараго уделял этюдам-близнецам.

## Творчество
|   | a | b | c | d | e | f | g | h |   |
| - | --- | --- | --- | --- | --- | --- | --- | --- | - |
| 8 | a7 чёрная пешка · a6 белая пешка · d6 чёрный король · h6 белая пешка · b5 белая пешка · g5 белый король · d1 чёрная ладья | a7 чёрная пешка · a6 белая пешка · d6 чёрный король · h6 белая пешка · b5 белая пешка · g5 белый король · d1 чёрная ладья | a7 чёрная пешка · a6 белая пешка · d6 чёрный король · h6 белая пешка · b5 белая пешка · g5 белый король · d1 чёрная ладья | a7 чёрная пешка · a6 белая пешка · d6 чёрный король · h6 белая пешка · b5 белая пешка · g5 белый король · d1 чёрная ладья | a7 чёрная пешка · a6 белая пешка · d6 чёрный король · h6 белая пешка · b5 белая пешка · g5 белый король · d1 чёрная ладья | a7 чёрная пешка · a6 белая пешка · d6 чёрный король · h6 белая пешка · b5 белая пешка · g5 белый король · d1 чёрная ладья | a7 чёрная пешка · a6 белая пешка · d6 чёрный король · h6 белая пешка · b5 белая пешка · g5 белый король · d1 чёрная ладья | a7 чёрная пешка · a6 белая пешка · d6 чёрный король · h6 белая пешка · b5 белая пешка · g5 белый король · d1 чёрная ладья | 8 |
| 7 | a7 чёрная пешка · a6 белая пешка · d6 чёрный король · h6 белая пешка · b5 белая пешка · g5 белый король · d1 чёрная ладья | a7 чёрная пешка · a6 белая пешка · d6 чёрный король · h6 белая пешка · b5 белая пешка · g5 белый король · d1 чёрная ладья | a7 чёрная пешка · a6 белая пешка · d6 чёрный король · h6 белая пешка · b5 белая пешка · g5 белый король · d1 чёрная ладья | a7 чёрная пешка · a6 белая пешка · d6 чёрный король · h6 белая пешка · b5 белая пешка · g5 белый король · d1 чёрная ладья | a7 чёрная пешка · a6 белая пешка · d6 чёрный король · h6 белая пешка · b5 белая пешка · g5 белый король · d1 чёрная ладья | a7 чёрная пешка · a6 белая пешка · d6 чёрный король · h6 белая пешка · b5 белая пешка · g5 белый король · d1 чёрная ладья | a7 чёрная пешка · a6 белая пешка · d6 чёрный король · h6 белая пешка · b5 белая пешка · g5 белый король · d1 чёрная ладья | a7 чёрная пешка · a6 белая пешка · d6 чёрный король · h6 белая пешка · b5 белая пешка · g5 белый король · d1 чёрная ладья | 7 |
| 6 | a7 чёрная пешка · a6 белая пешка · d6 чёрный король · h6 белая пешка · b5 белая пешка · g5 белый король · d1 чёрная ладья | a7 чёрная пешка · a6 белая пешка · d6 чёрный король · h6 белая пешка · b5 белая пешка · g5 белый король · d1 чёрная ладья | a7 чёрная пешка · a6 белая пешка · d6 чёрный король · h6 белая пешка · b5 белая пешка · g5 белый король · d1 чёрная ладья | a7 чёрная пешка · a6 белая пешка · d6 чёрный король · h6 белая пешка · b5 белая пешка · g5 белый король · d1 чёрная ладья | a7 чёрная пешка · a6 белая пешка · d6 чёрный король · h6 белая пешка · b5 белая пешка · g5 белый король · d1 чёрная ладья | a7 чёрная пешка · a6 белая пешка · d6 чёрный король · h6 белая пешка · b5 белая пешка · g5 белый король · d1 чёрная ладья | a7 чёрная пешка · a6 белая пешка · d6 чёрный король · h6 белая пешка · b5 белая пешка · g5 белый король · d1 чёрная ладья | a7 чёрная пешка · a6 белая пешка · d6 чёрный король · h6 белая пешка · b5 белая пешка · g5 белый король · d1 чёрная ладья | 6 |
| 5 | a7 чёрная пешка · a6 белая пешка · d6 чёрный король · h6 белая пешка · b5 белая пешка · g5 белый король · d1 чёрная ладья | a7 чёрная пешка · a6 белая пешка · d6 чёрный король · h6 белая пешка · b5 белая пешка · g5 белый король · d1 чёрная ладья | a7 чёрная пешка · a6 белая пешка · d6 чёрный король · h6 белая пешка · b5 белая пешка · g5 белый король · d1 чёрная ладья | a7 чёрная пешка · a6 белая пешка · d6 чёрный король · h6 белая пешка · b5 белая пешка · g5 белый король · d1 чёрная ладья | a7 чёрная пешка · a6 белая пешка · d6 чёрный король · h6 белая пешка · b5 белая пешка · g5 белый король · d1 чёрная ладья | a7 чёрная пешка · a6 белая пешка · d6 чёрный король · h6 белая пешка · b5 белая пешка · g5 белый король · d1 чёрная ладья | a7 чёрная пешка · a6 белая пешка · d6 чёрный король · h6 белая пешка · b5 белая пешка · g5 белый король · d1 чёрная ладья | a7 чёрная пешка · a6 белая пешка · d6 чёрный король · h6 белая пешка · b5 белая пешка · g5 белый король · d1 чёрная ладья | 5 |
| 4 | a7 чёрная пешка · a6 белая пешка · d6 чёрный король · h6 белая пешка · b5 белая пешка · g5 белый король · d1 чёрная ладья | a7 чёрная пешка · a6 белая пешка · d6 чёрный король · h6 белая пешка · b5 белая пешка · g5 белый король · d1 чёрная ладья | a7 чёрная пешка · a6 белая пешка · d6 чёрный король · h6 белая пешка · b5 белая пешка · g5 белый король · d1 чёрная ладья | a7 чёрная пешка · a6 белая пешка · d6 чёрный король · h6 белая пешка · b5 белая пешка · g5 белый король · d1 чёрная ладья | a7 чёрная пешка · a6 белая пешка · d6 чёрный король · h6 белая пешка · b5 белая пешка · g5 белый король · d1 чёрная ладья | a7 чёрная пешка · a6 белая пешка · d6 чёрный король · h6 белая пешка · b5 белая пешка · g5 белый король · d1 чёрная ладья | a7 чёрная пешка · a6 белая пешка · d6 чёрный король · h6 белая пешка · b5 белая пешка · g5 белый король · d1 чёрная ладья | a7 чёрная пешка · a6 белая пешка · d6 чёрный король · h6 белая пешка · b5 белая пешка · g5 белый король · d1 чёрная ладья | 4 |
| 3 | a7 чёрная пешка · a6 белая пешка · d6 чёрный король · h6 белая пешка · b5 белая пешка · g5 белый король · d1 чёрная ладья | a7 чёрная пешка · a6 белая пешка · d6 чёрный король · h6 белая пешка · b5 белая пешка · g5 белый король · d1 чёрная ладья | a7 чёрная пешка · a6 белая пешка · d6 чёрный король · h6 белая пешка · b5 белая пешка · g5 белый король · d1 чёрная ладья | a7 чёрная пешка · a6 белая пешка · d6 чёрный король · h6 белая пешка · b5 белая пешка · g5 белый король · d1 чёрная ладья | a7 чёрная пешка · a6 белая пешка · d6 чёрный король · h6 белая пешка · b5 белая пешка · g5 белый король · d1 чёрная ладья | a7 чёрная пешка · a6 белая пешка · d6 чёрный король · h6 белая пешка · b5 белая пешка · g5 белый король · d1 чёрная ладья | a7 чёрная пешка · a6 белая пешка · d6 чёрный король · h6 белая пешка · b5 белая пешка · g5 белый король · d1 чёрная ладья | a7 чёрная пешка · a6 белая пешка · d6 чёрный король · h6 белая пешка · b5 белая пешка · g5 белый король · d1 чёрная ладья | 3 |
| 2 | a7 чёрная пешка · a6 белая пешка · d6 чёрный король · h6 белая пешка · b5 белая пешка · g5 белый король · d1 чёрная ладья | a7 чёрная пешка · a6 белая пешка · d6 чёрный король · h6 белая пешка · b5 белая пешка · g5 белый король · d1 чёрная ладья | a7 чёрная пешка · a6 белая пешка · d6 чёрный король · h6 белая пешка · b5 белая пешка · g5 белый король · d1 чёрная ладья | a7 чёрная пешка · a6 белая пешка · d6 чёрный король · h6 белая пешка · b5 белая пешка · g5 белый король · d1 чёрная ладья | a7 чёрная пешка · a6 белая пешка · d6 чёрный король · h6 белая пешка · b5 белая пешка · g5 белый король · d1 чёрная ладья | a7 чёрная пешка · a6 белая пешка · d6 чёрный король · h6 белая пешка · b5 белая пешка · g5 белый король · d1 чёрная ладья | a7 чёрная пешка · a6 белая пешка · d6 чёрный король · h6 белая пешка · b5 белая пешка · g5 белый король · d1 чёрная ладья | a7 чёрная пешка · a6 белая пешка · d6 чёрный король · h6 белая пешка · b5 белая пешка · g5 белый король · d1 чёрная ладья | 2 |
| 1 | a7 чёрная пешка · a6 белая пешка · d6 чёрный король · h6 белая пешка · b5 белая пешка · g5 белый король · d1 чёрная ладья | a7 чёрная пешка · a6 белая пешка · d6 чёрный король · h6 белая пешка · b5 белая пешка · g5 белый король · d1 чёрная ладья | a7 чёрная пешка · a6 белая пешка · d6 чёрный король · h6 белая пешка · b5 белая пешка · g5 белый король · d1 чёрная ладья | a7 чёрная пешка · a6 белая пешка · d6 чёрный король · h6 белая пешка · b5 белая пешка · g5 белый король · d1 чёрная ладья | a7 чёрная пешка · a6 белая пешка · d6 чёрный король · h6 белая пешка · b5 белая пешка · g5 белый король · d1 чёрная ладья | a7 чёрная пешка · a6 белая пешка · d6 чёрный король · h6 белая пешка · b5 белая пешка · g5 белый король · d1 чёрная ладья | a7 чёрная пешка · a6 белая пешка · d6 чёрный король · h6 белая пешка · b5 белая пешка · g5 белый король · d1 чёрная ладья | a7 чёрная пешка · a6 белая пешка · d6 чёрный король · h6 белая пешка · b5 белая пешка · g5 белый король · d1 чёрная ладья | 1 |
|   | a | b | c | d | e | f | g | h |   |

1.b6!
 
(проигрывает 1.h7? Лh1 2.Kpg6 Крс5 и так далее)

1...Кре6

(1...ab 2.h7! Лg1+ 3.Kpf6 Лf1+ 4.Kpg7 Лg1+ 5.Kpf6!

или 1...Kpe7 2.b7! Лg1+ 3.Kpf5/Крf4 с ничьей)

2.ba

(но не 2.b7? Лg1+ 3.Kpf4 Лg8 4.h7 Лf8+ 5.Kpg5 Kpf7 6.Kpf5 Ле8 7.Kpg5 Kpg7 и выигрывают)

2...Лd8

(или 2...Лg1+ 3.Kph5! Лg8 4.h7/а8Ф) 

3.а8Ф!

(3.Kpg6? Лg8+ 4.Kph7 Kpf7 5.а8Ф Л:a8 6.a7 Л:a7 7.Kph8 Kpg6 с выигрышем)

3...Л:a8 4.Kpg6 Лg8+ 5.Kph7 Kpf7 6.a7 и 7.а8Ф Л:а8 — пат. 
|   | a | b | c | d | e | f | g | h |   |
| - | --- | --- | --- | --- | --- | --- | --- | --- | - |
| 8 | b8 чёрная ладья · e8 чёрный король · h8 белый король · d7 чёрная пешка · a6 белый слон · d6 белая пешка · f6 белый слон · g6 белая пешка · d5 чёрная пешка · b4 чёрная пешка · e3 чёрная пешка | b8 чёрная ладья · e8 чёрный король · h8 белый король · d7 чёрная пешка · a6 белый слон · d6 белая пешка · f6 белый слон · g6 белая пешка · d5 чёрная пешка · b4 чёрная пешка · e3 чёрная пешка | b8 чёрная ладья · e8 чёрный король · h8 белый король · d7 чёрная пешка · a6 белый слон · d6 белая пешка · f6 белый слон · g6 белая пешка · d5 чёрная пешка · b4 чёрная пешка · e3 чёрная пешка | b8 чёрная ладья · e8 чёрный король · h8 белый король · d7 чёрная пешка · a6 белый слон · d6 белая пешка · f6 белый слон · g6 белая пешка · d5 чёрная пешка · b4 чёрная пешка · e3 чёрная пешка | b8 чёрная ладья · e8 чёрный король · h8 белый король · d7 чёрная пешка · a6 белый слон · d6 белая пешка · f6 белый слон · g6 белая пешка · d5 чёрная пешка · b4 чёрная пешка · e3 чёрная пешка | b8 чёрная ладья · e8 чёрный король · h8 белый король · d7 чёрная пешка · a6 белый слон · d6 белая пешка · f6 белый слон · g6 белая пешка · d5 чёрная пешка · b4 чёрная пешка · e3 чёрная пешка | b8 чёрная ладья · e8 чёрный король · h8 белый король · d7 чёрная пешка · a6 белый слон · d6 белая пешка · f6 белый слон · g6 белая пешка · d5 чёрная пешка · b4 чёрная пешка · e3 чёрная пешка | b8 чёрная ладья · e8 чёрный король · h8 белый король · d7 чёрная пешка · a6 белый слон · d6 белая пешка · f6 белый слон · g6 белая пешка · d5 чёрная пешка · b4 чёрная пешка · e3 чёрная пешка | 8 |
| 7 | b8 чёрная ладья · e8 чёрный король · h8 белый король · d7 чёрная пешка · a6 белый слон · d6 белая пешка · f6 белый слон · g6 белая пешка · d5 чёрная пешка · b4 чёрная пешка · e3 чёрная пешка | b8 чёрная ладья · e8 чёрный король · h8 белый король · d7 чёрная пешка · a6 белый слон · d6 белая пешка · f6 белый слон · g6 белая пешка · d5 чёрная пешка · b4 чёрная пешка · e3 чёрная пешка | b8 чёрная ладья · e8 чёрный король · h8 белый король · d7 чёрная пешка · a6 белый слон · d6 белая пешка · f6 белый слон · g6 белая пешка · d5 чёрная пешка · b4 чёрная пешка · e3 чёрная пешка | b8 чёрная ладья · e8 чёрный король · h8 белый король · d7 чёрная пешка · a6 белый слон · d6 белая пешка · f6 белый слон · g6 белая пешка · d5 чёрная пешка · b4 чёрная пешка · e3 чёрная пешка | b8 чёрная ладья · e8 чёрный король · h8 белый король · d7 чёрная пешка · a6 белый слон · d6 белая пешка · f6 белый слон · g6 белая пешка · d5 чёрная пешка · b4 чёрная пешка · e3 чёрная пешка | b8 чёрная ладья · e8 чёрный король · h8 белый король · d7 чёрная пешка · a6 белый слон · d6 белая пешка · f6 белый слон · g6 белая пешка · d5 чёрная пешка · b4 чёрная пешка · e3 чёрная пешка | b8 чёрная ладья · e8 чёрный король · h8 белый король · d7 чёрная пешка · a6 белый слон · d6 белая пешка · f6 белый слон · g6 белая пешка · d5 чёрная пешка · b4 чёрная пешка · e3 чёрная пешка | b8 чёрная ладья · e8 чёрный король · h8 белый король · d7 чёрная пешка · a6 белый слон · d6 белая пешка · f6 белый слон · g6 белая пешка · d5 чёрная пешка · b4 чёрная пешка · e3 чёрная пешка | 7 |
| 6 | b8 чёрная ладья · e8 чёрный король · h8 белый король · d7 чёрная пешка · a6 белый слон · d6 белая пешка · f6 белый слон · g6 белая пешка · d5 чёрная пешка · b4 чёрная пешка · e3 чёрная пешка | b8 чёрная ладья · e8 чёрный король · h8 белый король · d7 чёрная пешка · a6 белый слон · d6 белая пешка · f6 белый слон · g6 белая пешка · d5 чёрная пешка · b4 чёрная пешка · e3 чёрная пешка | b8 чёрная ладья · e8 чёрный король · h8 белый король · d7 чёрная пешка · a6 белый слон · d6 белая пешка · f6 белый слон · g6 белая пешка · d5 чёрная пешка · b4 чёрная пешка · e3 чёрная пешка | b8 чёрная ладья · e8 чёрный король · h8 белый король · d7 чёрная пешка · a6 белый слон · d6 белая пешка · f6 белый слон · g6 белая пешка · d5 чёрная пешка · b4 чёрная пешка · e3 чёрная пешка | b8 чёрная ладья · e8 чёрный король · h8 белый король · d7 чёрная пешка · a6 белый слон · d6 белая пешка · f6 белый слон · g6 белая пешка · d5 чёрная пешка · b4 чёрная пешка · e3 чёрная пешка | b8 чёрная ладья · e8 чёрный король · h8 белый король · d7 чёрная пешка · a6 белый слон · d6 белая пешка · f6 белый слон · g6 белая пешка · d5 чёрная пешка · b4 чёрная пешка · e3 чёрная пешка | b8 чёрная ладья · e8 чёрный король · h8 белый король · d7 чёрная пешка · a6 белый слон · d6 белая пешка · f6 белый слон · g6 белая пешка · d5 чёрная пешка · b4 чёрная пешка · e3 чёрная пешка | b8 чёрная ладья · e8 чёрный король · h8 белый король · d7 чёрная пешка · a6 белый слон · d6 белая пешка · f6 белый слон · g6 белая пешка · d5 чёрная пешка · b4 чёрная пешка · e3 чёрная пешка | 6 |
| 5 | b8 чёрная ладья · e8 чёрный король · h8 белый король · d7 чёрная пешка · a6 белый слон · d6 белая пешка · f6 белый слон · g6 белая пешка · d5 чёрная пешка · b4 чёрная пешка · e3 чёрная пешка | b8 чёрная ладья · e8 чёрный король · h8 белый король · d7 чёрная пешка · a6 белый слон · d6 белая пешка · f6 белый слон · g6 белая пешка · d5 чёрная пешка · b4 чёрная пешка · e3 чёрная пешка | b8 чёрная ладья · e8 чёрный король · h8 белый король · d7 чёрная пешка · a6 белый слон · d6 белая пешка · f6 белый слон · g6 белая пешка · d5 чёрная пешка · b4 чёрная пешка · e3 чёрная пешка | b8 чёрная ладья · e8 чёрный король · h8 белый король · d7 чёрная пешка · a6 белый слон · d6 белая пешка · f6 белый слон · g6 белая пешка · d5 чёрная пешка · b4 чёрная пешка · e3 чёрная пешка | b8 чёрная ладья · e8 чёрный король · h8 белый король · d7 чёрная пешка · a6 белый слон · d6 белая пешка · f6 белый слон · g6 белая пешка · d5 чёрная пешка · b4 чёрная пешка · e3 чёрная пешка | b8 чёрная ладья · e8 чёрный король · h8 белый король · d7 чёрная пешка · a6 белый слон · d6 белая пешка · f6 белый слон · g6 белая пешка · d5 чёрная пешка · b4 чёрная пешка · e3 чёрная пешка | b8 чёрная ладья · e8 чёрный король · h8 белый король · d7 чёрная пешка · a6 белый слон · d6 белая пешка · f6 белый слон · g6 белая пешка · d5 чёрная пешка · b4 чёрная пешка · e3 чёрная пешка | b8 чёрная ладья · e8 чёрный король · h8 белый король · d7 чёрная пешка · a6 белый слон · d6 белая пешка · f6 белый слон · g6 белая пешка · d5 чёрная пешка · b4 чёрная пешка · e3 чёрная пешка | 5 |
| 4 | b8 чёрная ладья · e8 чёрный король · h8 белый король · d7 чёрная пешка · a6 белый слон · d6 белая пешка · f6 белый слон · g6 белая пешка · d5 чёрная пешка · b4 чёрная пешка · e3 чёрная пешка | b8 чёрная ладья · e8 чёрный король · h8 белый король · d7 чёрная пешка · a6 белый слон · d6 белая пешка · f6 белый слон · g6 белая пешка · d5 чёрная пешка · b4 чёрная пешка · e3 чёрная пешка | b8 чёрная ладья · e8 чёрный король · h8 белый король · d7 чёрная пешка · a6 белый слон · d6 белая пешка · f6 белый слон · g6 белая пешка · d5 чёрная пешка · b4 чёрная пешка · e3 чёрная пешка | b8 чёрная ладья · e8 чёрный король · h8 белый король · d7 чёрная пешка · a6 белый слон · d6 белая пешка · f6 белый слон · g6 белая пешка · d5 чёрная пешка · b4 чёрная пешка · e3 чёрная пешка | b8 чёрная ладья · e8 чёрный король · h8 белый король · d7 чёрная пешка · a6 белый слон · d6 белая пешка · f6 белый слон · g6 белая пешка · d5 чёрная пешка · b4 чёрная пешка · e3 чёрная пешка | b8 чёрная ладья · e8 чёрный король · h8 белый король · d7 чёрная пешка · a6 белый слон · d6 белая пешка · f6 белый слон · g6 белая пешка · d5 чёрная пешка · b4 чёрная пешка · e3 чёрная пешка | b8 чёрная ладья · e8 чёрный король · h8 белый король · d7 чёрная пешка · a6 белый слон · d6 белая пешка · f6 белый слон · g6 белая пешка · d5 чёрная пешка · b4 чёрная пешка · e3 чёрная пешка | b8 чёрная ладья · e8 чёрный король · h8 белый король · d7 чёрная пешка · a6 белый слон · d6 белая пешка · f6 белый слон · g6 белая пешка · d5 чёрная пешка · b4 чёрная пешка · e3 чёрная пешка | 4 |
| 3 | b8 чёрная ладья · e8 чёрный король · h8 белый король · d7 чёрная пешка · a6 белый слон · d6 белая пешка · f6 белый слон · g6 белая пешка · d5 чёрная пешка · b4 чёрная пешка · e3 чёрная пешка | b8 чёрная ладья · e8 чёрный король · h8 белый король · d7 чёрная пешка · a6 белый слон · d6 белая пешка · f6 белый слон · g6 белая пешка · d5 чёрная пешка · b4 чёрная пешка · e3 чёрная пешка | b8 чёрная ладья · e8 чёрный король · h8 белый король · d7 чёрная пешка · a6 белый слон · d6 белая пешка · f6 белый слон · g6 белая пешка · d5 чёрная пешка · b4 чёрная пешка · e3 чёрная пешка | b8 чёрная ладья · e8 чёрный король · h8 белый король · d7 чёрная пешка · a6 белый слон · d6 белая пешка · f6 белый слон · g6 белая пешка · d5 чёрная пешка · b4 чёрная пешка · e3 чёрная пешка | b8 чёрная ладья · e8 чёрный король · h8 белый король · d7 чёрная пешка · a6 белый слон · d6 белая пешка · f6 белый слон · g6 белая пешка · d5 чёрная пешка · b4 чёрная пешка · e3 чёрная пешка | b8 чёрная ладья · e8 чёрный король · h8 белый король · d7 чёрная пешка · a6 белый слон · d6 белая пешка · f6 белый слон · g6 белая пешка · d5 чёрная пешка · b4 чёрная пешка · e3 чёрная пешка | b8 чёрная ладья · e8 чёрный король · h8 белый король · d7 чёрная пешка · a6 белый слон · d6 белая пешка · f6 белый слон · g6 белая пешка · d5 чёрная пешка · b4 чёрная пешка · e3 чёрная пешка | b8 чёрная ладья · e8 чёрный король · h8 белый король · d7 чёрная пешка · a6 белый слон · d6 белая пешка · f6 белый слон · g6 белая пешка · d5 чёрная пешка · b4 чёрная пешка · e3 чёрная пешка | 3 |
| 2 | b8 чёрная ладья · e8 чёрный король · h8 белый король · d7 чёрная пешка · a6 белый слон · d6 белая пешка · f6 белый слон · g6 белая пешка · d5 чёрная пешка · b4 чёрная пешка · e3 чёрная пешка | b8 чёрная ладья · e8 чёрный король · h8 белый король · d7 чёрная пешка · a6 белый слон · d6 белая пешка · f6 белый слон · g6 белая пешка · d5 чёрная пешка · b4 чёрная пешка · e3 чёрная пешка | b8 чёрная ладья · e8 чёрный король · h8 белый король · d7 чёрная пешка · a6 белый слон · d6 белая пешка · f6 белый слон · g6 белая пешка · d5 чёрная пешка · b4 чёрная пешка · e3 чёрная пешка | b8 чёрная ладья · e8 чёрный король · h8 белый король · d7 чёрная пешка · a6 белый слон · d6 белая пешка · f6 белый слон · g6 белая пешка · d5 чёрная пешка · b4 чёрная пешка · e3 чёрная пешка | b8 чёрная ладья · e8 чёрный король · h8 белый король · d7 чёрная пешка · a6 белый слон · d6 белая пешка · f6 белый слон · g6 белая пешка · d5 чёрная пешка · b4 чёрная пешка · e3 чёрная пешка | b8 чёрная ладья · e8 чёрный король · h8 белый король · d7 чёрная пешка · a6 белый слон · d6 белая пешка · f6 белый слон · g6 белая пешка · d5 чёрная пешка · b4 чёрная пешка · e3 чёрная пешка | b8 чёрная ладья · e8 чёрный король · h8 белый король · d7 чёрная пешка · a6 белый слон · d6 белая пешка · f6 белый слон · g6 белая пешка · d5 чёрная пешка · b4 чёрная пешка · e3 чёрная пешка | b8 чёрная ладья · e8 чёрный король · h8 белый король · d7 чёрная пешка · a6 белый слон · d6 белая пешка · f6 белый слон · g6 белая пешка · d5 чёрная пешка · b4 чёрная пешка · e3 чёрная пешка | 2 |
| 1 | b8 чёрная ладья · e8 чёрный король · h8 белый король · d7 чёрная пешка · a6 белый слон · d6 белая пешка · f6 белый слон · g6 белая пешка · d5 чёрная пешка · b4 чёрная пешка · e3 чёрная пешка | b8 чёрная ладья · e8 чёрный король · h8 белый король · d7 чёрная пешка · a6 белый слон · d6 белая пешка · f6 белый слон · g6 белая пешка · d5 чёрная пешка · b4 чёрная пешка · e3 чёрная пешка | b8 чёрная ладья · e8 чёрный король · h8 белый король · d7 чёрная пешка · a6 белый слон · d6 белая пешка · f6 белый слон · g6 белая пешка · d5 чёрная пешка · b4 чёрная пешка · e3 чёрная пешка | b8 чёрная ладья · e8 чёрный король · h8 белый король · d7 чёрная пешка · a6 белый слон · d6 белая пешка · f6 белый слон · g6 белая пешка · d5 чёрная пешка · b4 чёрная пешка · e3 чёрная пешка | b8 чёрная ладья · e8 чёрный король · h8 белый король · d7 чёрная пешка · a6 белый слон · d6 белая пешка · f6 белый слон · g6 белая пешка · d5 чёрная пешка · b4 чёрная пешка · e3 чёрная пешка | b8 чёрная ладья · e8 чёрный король · h8 белый король · d7 чёрная пешка · a6 белый слон · d6 белая пешка · f6 белый слон · g6 белая пешка · d5 чёрная пешка · b4 чёрная пешка · e3 чёрная пешка | b8 чёрная ладья · e8 чёрный король · h8 белый король · d7 чёрная пешка · a6 белый слон · d6 белая пешка · f6 белый слон · g6 белая пешка · d5 чёрная пешка · b4 чёрная пешка · e3 чёрная пешка | b8 чёрная ладья · e8 чёрный король · h8 белый король · d7 чёрная пешка · a6 белый слон · d6 белая пешка · f6 белый слон · g6 белая пешка · d5 чёрная пешка · b4 чёрная пешка · e3 чёрная пешка | 1 |
|   | a | b | c | d | e | f | g | h |   |

Мат в 4 хода.
1.Cb7! e2 2.C:d5 (это угроза после первого хода) 2...е1Ф 3.Cf7+ Kpf8 4.Cg7#

1...Л:b7 2.Cd8! ~ 3.g7 ~ 4.g8Ф#

## Книги
- Idei noi in sahul artistic. — București: Editura Tineretului, 1956.